# Samoapurperspreeuw
De samoapurperspreeuw (Aplonis atrifusca) is een vogelsoort uit de familie Sturnidae.

## Verspreiding en leefgebied
Deze soort is endemisch op Amerikaans-Samoa en Samoa.